# Made in Denmark
 Made in Denmark is een golftoernooi van de Europese PGA Tour.
In de 20ste eeuw was er slechts eenmaal in Denemarken een toernooi van de Europese Tour. Dit was in 1993 het Nordic Open in Kopenhagen. Made in Denmark is dus het tweede toernooi van de Europese Tour in Denemarken.
De eerste editie vond in 2014 plaats. De Tour heeft een contract afgesloten voor drie jaar. Made in Denmark wordt gespeeld op de Himmerland Golf Klub. Made in Denmark wordt op de New Course gespeeld, die in 2012 door Philip Christian Spogárd van Gerard Jol Design werd gerenoveerd en op 1 april 2013 heropend. In 2018 werd Made in Denmark betwist op de Silkeborg Ry Golfklub, om dan nadien terug te keren naar de Himmerland Golf Club. 
| Jaar | Baan                  | Winnaar          | Score | Info |
| ---- | --------------------- | ---------------- | ----- | ---- |
| 2014 | Himmerland Golf Klub  | Marc Warren      | 275   | -9   |
| 2015 | Himmerland Golf Klub  | David Horsey     | 271   | -13  |
| 2016 | Himmerland Golf Klub  | Thomas Pieters   | 275   | -9   |
| 2017 | Himmerland Golf Klub  | Julian Suri      | 265   | -19  |
| 2018 | Silkeborg Ry Golfklub | Matt Wallace     | 269   | -19  |
| 2019 | Himmerland Golf Klub  | Bernd Wiesberger | 270   | -14  |